# Iathrippa menziesi
Iathrippa menziesi är en kräftdjursart som beskrevs av Sivertsen och Lipke Bijdeley Holthuis 1980. Iathrippa menziesi ingår i släktet Iathrippa och familjen Janiridae. Inga underarter finns listade i Catalogue of Life.